# ESP RZK-1
ESP RZK-1 je model elektrické kytary, kterou používá Richard Kruspe, kytarista německé metal skupiny Rammstein. Kytara má průchozí krk vyrobený z třídílného javoru a palisandrový hmatník, menzura je 648 mm. Tělo je vyrobeno z olše a je opatřeno zrcadlovým pickguardem. Nultý pražec o rozměru 42 mm je zamykatelný, kobylka je vybavena dvojzvratným Floyd Rose tremolem, ladicí mechaniky jsou Gotoh. Richard má struny této kytary naladěné na dropped C. Hardware je chromovaný, barva těla kytary je platinová, lemování krku a hlavy je bílé. Orientační značky na hmatníku jsou ve tvaru kříže. Kytara je osazena dvojicí dvojcívkových aktivních snímačů EMG 81. Elektronika čítá trojpolohový přepínač a regulátor volume. Na základě této kytary je vyráběn i model RZK-600, který produkuje firma Ltd, což je divize amerického výrobce původního modelu ESP RZK-1, zaměřující se na výrobu cenově dostupnějších modelů.